# Ярешник
Ярешник (серб. Јарешник, болг. Ярешник) — населённый пункт в общине Босилеград Пчиньского округа Сербии.

## Население
Согласно переписи населения 2002 года, в селе проживало 96 человек (93 болгара, 1 серб и 2 лица неизвестной национальности).
| Численность населения | Численность населения | Численность населения | Численность населения | Численность населения | Численность населения | Численность населения | Численность населения |
| 1948                  | 1953                  | 1961                  | 1971                  | 1981                  | 1991                  | 2002                  | 2011                  |
| --------------------- | --------------------- | --------------------- | --------------------- | --------------------- | --------------------- | --------------------- | --------------------- |
| 310                   | 320                   | 268                   | 251                   | 229                   | 128                   | 96                    | 50                    |

## Религия
В селе расположен храм Святой Параскевы (1895 год) Босилеградского архиерейского наместничества Враньской епархии Сербской православной церкви.